# Jonathan Brownlee
Jonathan Brownlee (ur. 30 kwietnia 1990 w Leeds) – brytyjski triathlonista, brązowy medalista Igrzysk Olimpijskich 2012.
Brązowy medalista Mistrzostw Świata Juniorów z 2008. Mistrz Świata Juniorów w drużynie z 2009. Zajął drugie miejsce w serii Mistrzostw Świata 2011.  Zdobył medale olimpijskie podczas Igrzysk w Londynie 2012 (brązowy) oraz Igrzysk w Rio de Janeiro 2016 (srebrny).
Ma starszego brata Alistaira Brownlee, który także jest triathlonistą.